# Tamus communis

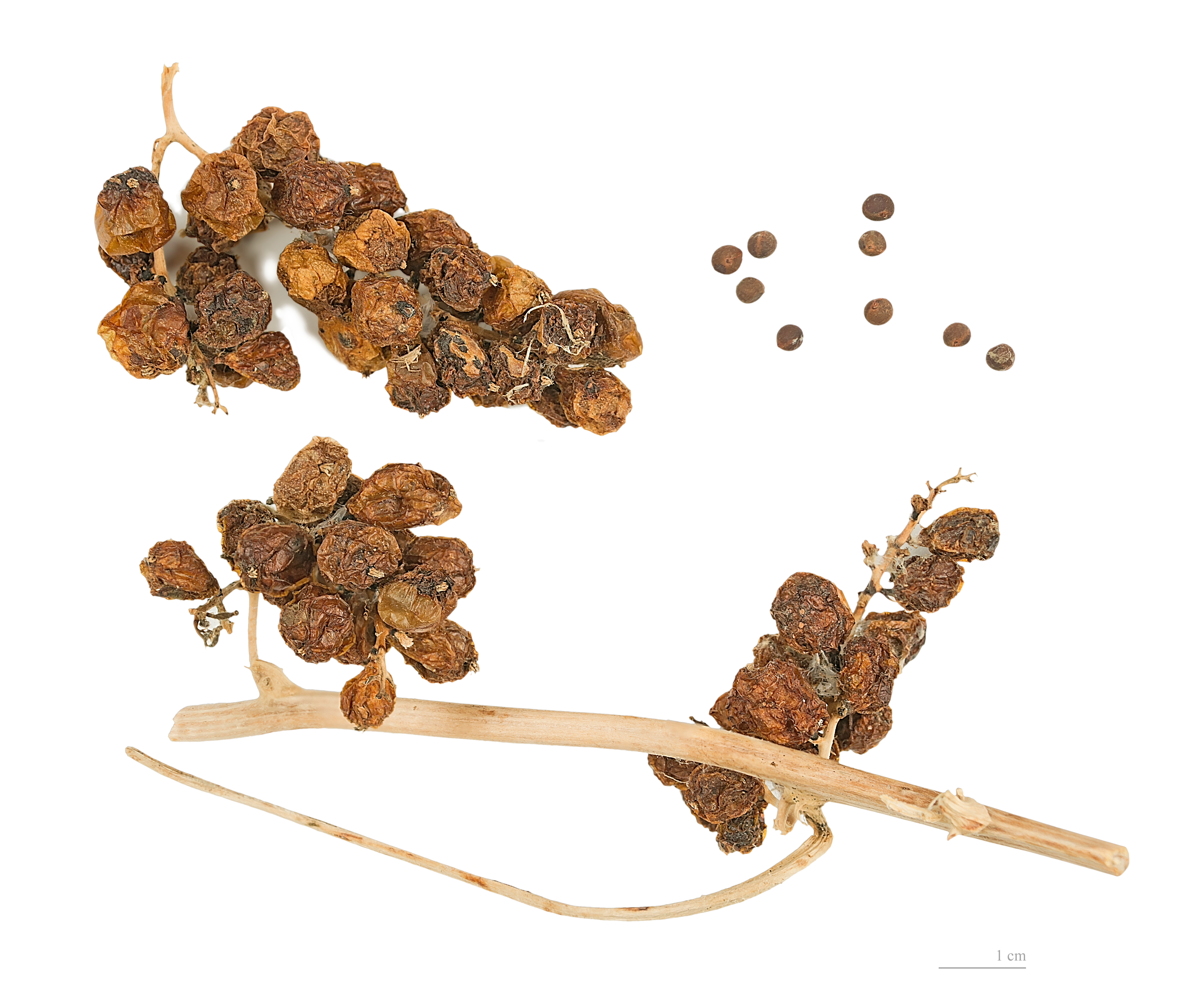
Dioscorea communis

Tamus communis (ou Dioscorea communis) é uma planta trepadeira, geófita, da família Dioscoreaceae. O seu nome comum é arrebenta-boi, buganha, baganha, norça-preta, tamo ou uva-de-cão.

## Descrição
Planta trepadeira que renova os seus caules em cada ano e enrola-se em hélice na direção dos ponteiros do relógio.
Possui folhas alternas, lustrosas, sustentadas por pecíolos delgados de 3 a 20 cm de comprimento, pecioladas, oval-cordiformes, terminadas em pontas aguda e direitas. O limbo é verde escuro, com 3 a 9 nervuras manifestas e arqueadas e ramificadas, que partem do sulco basal. Por vezes as folhas têm forma trilobada, com o lóbulo central lanceolado. O comprimento das folhas chega a 9 cm e a largura chega a 6 cm.
Os caules são trepadores, herbáceos, retorcidos, que chegam aos 4 m de comprimento, delicados e delgados, tenros e sem pelos, com estrias longitudinais, sendo por vezes ramificados.
Os tubérculo são de grandes dimensões, com 20 cm ou mais de comprimento e de cor negra.
É uma planta dioica, de flores amarelo-esverdeadas, as masculinas em ramalhetes espiciformes (em forma de espiga) de 5 a 10 cm e delgados, patentes (aberto em ângulo quase recto), com 6 estames, as femininas em espigas mais curtas, pendentes, de poucas flores, com 3 sépalas e 3 pétalas semelhantes unidas na base formando um tubo com o rudimento do fruto no fundo; A corola tem 3 mm de comprimento, com 6 lóbulos estreitos, um pouco recurvados. Florescem de Março a Junho.
O fruto é uma baga globosa, carnosa, de cerca de 12 mm de diâmetro, de cor vermelha brilhante pálido, raramente amareladas, em racemo e com uma a seis sementes arrugadas e pardas. Frutifica no outono. Os frutos são persistentes ao Inverno, após a senescência das folhas.
Na obra A flora de Portugal (plantas vasculares) disposta em chaves dichotomicas, por António Xavier Pereira Coutinho, a planta é descrita como tendo flores branco-esverdeadas, dispostas em cachos axilares, os femininos curtos, os masculinos muito compridos e às vezes ramosos; baga vermelha; folhas pecioladas, ovado-cordiformes. Floração de Março a Junho. Ocorre em sebes, margens dos campos. Distribuição: quase todo o país. Nomes comuns: uva-de-cão, norça-preta.

## Distribuição
Distribui-se em grande parte da Europa, excepto na Europa Setentrional. É comum na Península Ibérica e Baleares.

## Ecologia
Habita em lugares húmidos e sombrios, geralmente frescos. Ocorre em matos, sebes, margens de pinhais, azinhais e de formações de outras espécies do género Quercus, e em bosques em galeria. Intervém nas associações Bupleuro-Quercetum rotundifoliae e Rubo ulmifolii-Rosetum corymbiferae. Prefere solos húmidos e não tolera lugares com grande exposição às condições marítimas. Também tolera ventos de intensidade elevada.
Para que sejam produzidas sementes são necessárias plantas com flores de sexos diferentes. São polinizadas por abelhas e moscas.
Devido às características dos tubérculos, que possuem grandes dimensões, não toleram bem solos muito rasos ou alagados. Não se apresenta como um bom colonizador.
Não se encontra presente em solos que estejam muito fertilizados, com conteúdo de azoto elevado e tem preferência por solos alcalinos.

## Importância económica e cultural
Propriedades
Ao nível da medicina tradicional esta planta é dado como tendo propriedades antirreumáticas, purgativas e anti-inflamatórias.
Usos
As raízes, o tubérculo napiforme (em forma de cabeça de nabo) em cataplasma, curam contusões e feridas e em massagens aliviam o reumatismo, a artrite e a ciática; são rubefacientes e avermelham a pele.
Princípios ativos
Princípio semelhante à histamina, saponósidos esteroidicos derivados da diosgenina e abundantes ráfides de oxalato de cálcio (CaC2O4).

## Componentes químicos
Esta planta possui glicosídeos de furostano e espirostano, esteróis, histaminas e fenantrenos dotados de atividade citotóxica. A batatasina I, um derivado de fenantreno, é um inibidor do crescimento das plantas.
Os esteróis detectados nas folhas e caules de Tamus communis, assim como em outro representantes do género, são principalmente o beta-sitosterol, o estigmasterol e o colesterol. Também contêm diosgenina e iamogenina, em proporções variáveis conforme a altura do ano e a idade da planta.

## Toxicidade
Os frutos são venenosos, podendo ser mortais. Por vezes produzem intoxicações graves em crianças, que ingerem acidentalmente as suas bagas, de uma atractiva cor vermelha. A intoxicação desenvolve-se com intensa irritação das mucosas, dor abdominal, diarreias e vómitos, acompanhados de abatimento, sonolência, calafrios, podendo ocorrer alterações respiratórias e coma.
A planta, como um todo é venenosa devido a possuir saponinas, que são degradadas com o cozinhar. As saponinas são absorvidas de maneira fraca pelo corpo, mas mesmo assim não se aconselha a ingerir alimentos com alto teor desta substância. São os cristais de oxalato de cálcio, presentes essencialmente no fruto, que causam o efeito tóxico, não as saponinas.
Do sumo da baga e dos rizomas foram isolados depósitos de oxalato de cálcio e histaminas que contribuem para irritação da pele e podem produzir dermatite de contacto. A dermatite é provocada por irritação mecânica, devido à penetração na pele dos cristais de oxalato de cálcio.

## Citologia
O número de cromossomas de Tamus communis (Fam. Dioscoreaceae) e táxones infraespecíficos é

2n=48.

## Patologia
Vários virus têm sido isolados de Tamus communis . Em particular, o vírus TRMV (tamus red mosaic virus) mostrou causar distorção da folhas e formar mosaico vermelho.

## Sinónimos
Tamus communis apresenta a seguinte sinonimia:
- Dioscorea canariensis Webb & Berthel.
- Smilax rubra Willd.
- Tamus cretica L.
- Tamus baccifera St.-Lag.
- Tamus canariensis Willd. ex Kunth
- Tamus cirrhosa Hausskn. ex Bornm.
- Tamus communis L.
- Tamus communis subsp. cretica
- Tamus communis var. cretica
- Tamus communis f. subtriloba
- Tamus communis var. subtriloba
- Tamus communis var. triloba
- Tamus cordifolia Stokes
- Tamus cretica L.
- Tamus edulis Lowe
- Tamus norsa Lowe
- Tamus parviflora Kunth
- Tamus racemosa Gouan
- Tamus smilacifolia Jullien ex Boreau[14]

## Galeria

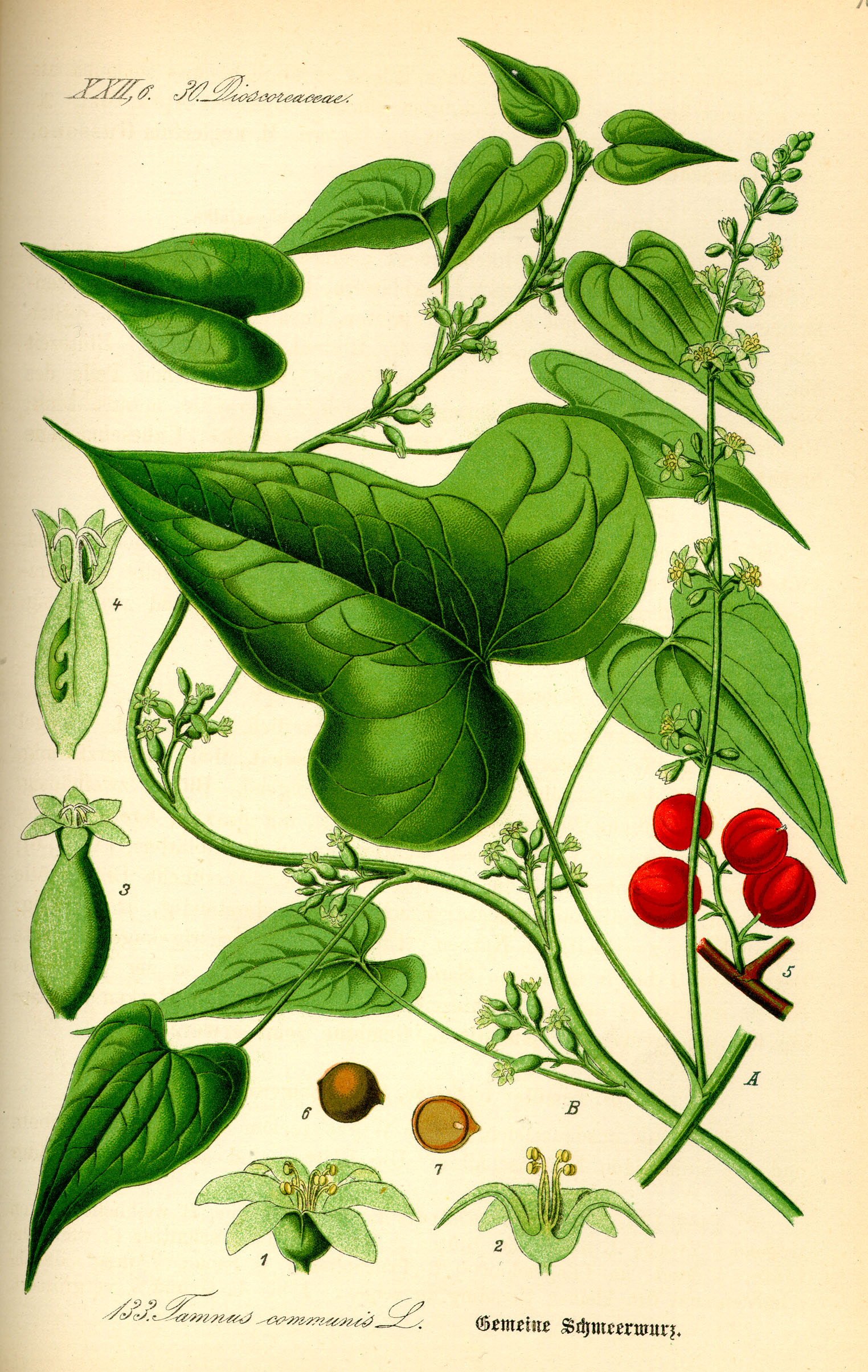
Ilustação da Flora von Deutschland, Österreich und der Schweiz 1885
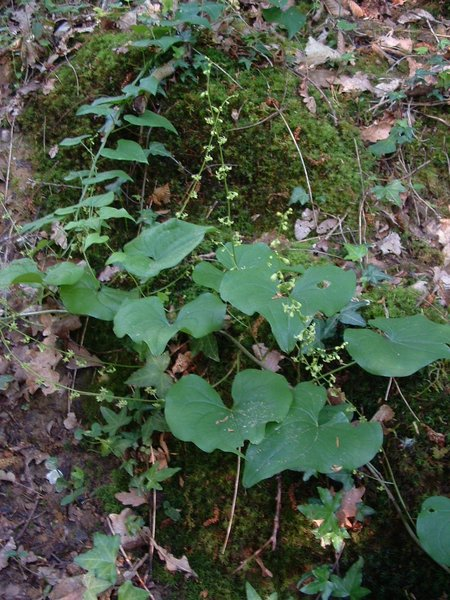
Planta
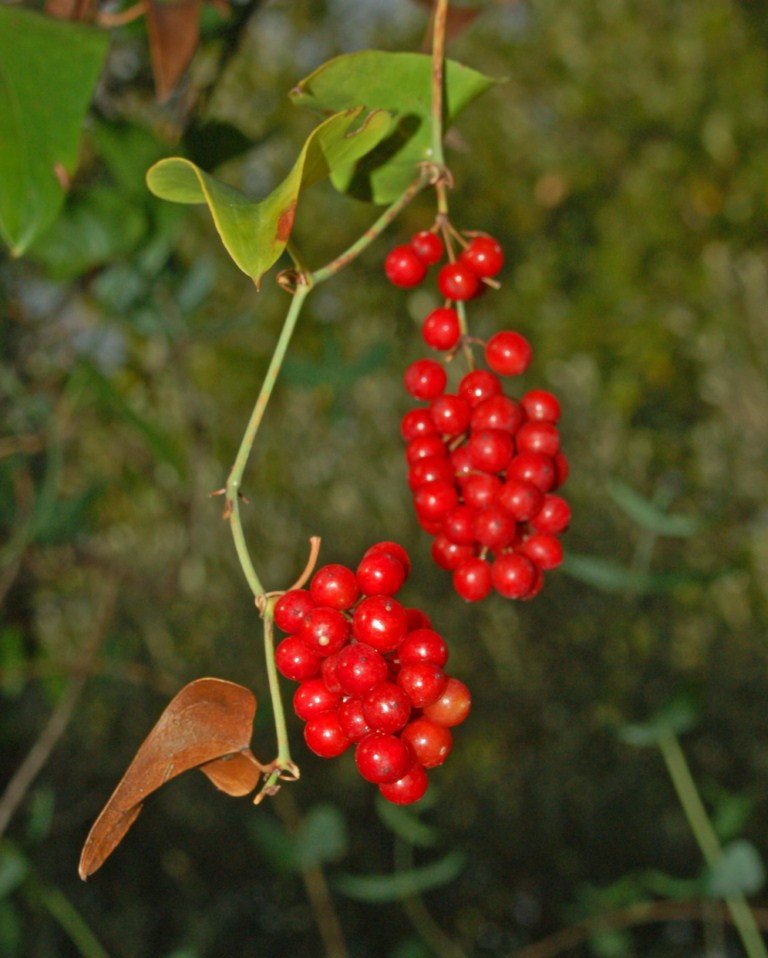
Frutos
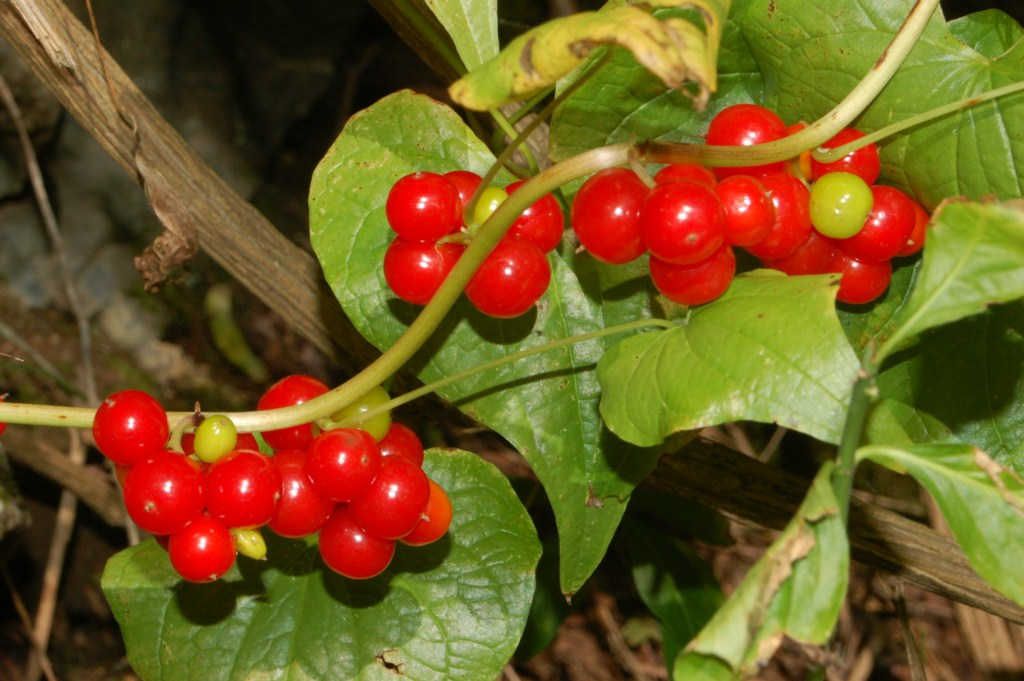
Imagem aproximada dos frutos
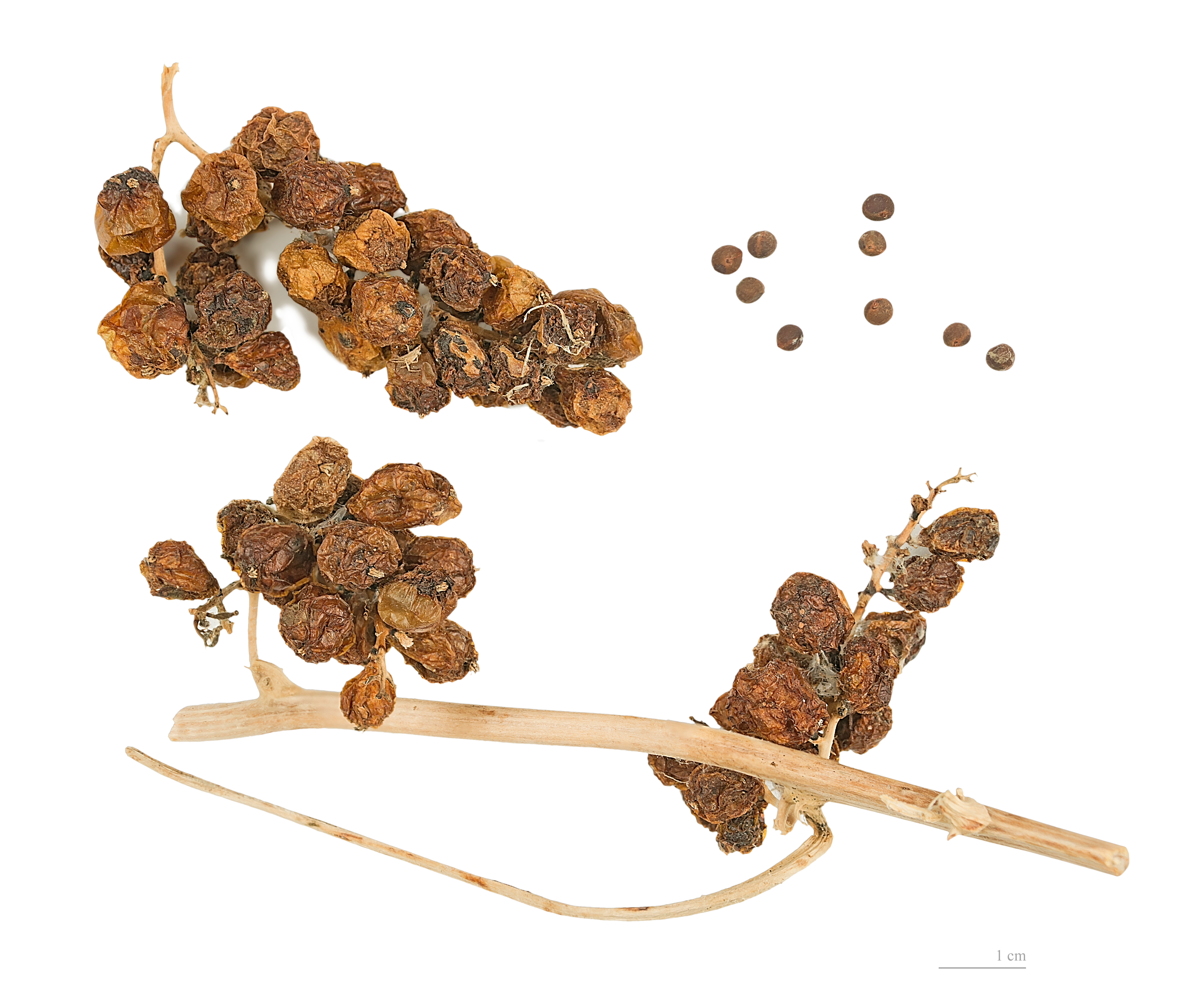
Fruitos e sementes